# Self-reliance
Als Self-reliance (engl. für „Eigenständigkeit“) bezeichnet man im Fachjargon der Wirtschaftswissenschaften die Entwicklung eines Landes nach innen.
Dies bedeutet, dass es Rohstoffe nicht exportiert, sondern im eigenen Land einsetzt. Die Förderung der eigenen inländischen Landwirtschaft soll vor allem dem Binnenmarkt zugutekommen (Selbstversorgung, Ernährungssouveränität). Die Industrie soll so aufgebaut werden, dass sie in erster Linie Güter für den täglichen Bedarf breiter Bevölkerungsschichten herstellt (also nicht Luxusgüter und Exportprodukte). Import und Export werden auf das Allernötigste beschränkt.
Die Schwerpunktsetzung auf die Befriedigung der Grundbedürfnisse der Bevölkerung mit Produkten aus dem eigenen Land, impliziert eine Konzentration auf die ländliche Entwicklung statt des Aufbaus von Schwerindustrien. Konkret werden u. a. ein Basisgesundheitsdienst und die Versorgung mit sauberem Trinkwasser auch auf dem Lande gefordert. Somit bedeutet Self-reliance auch eine gewisse Abkoppelung vom internationalen Handel, zumindest solange diese nicht fair sind und auf dem Gleichheitsprinzip beruhen.
Die Idee der Self-reliance verbreitete sich in den 1960er und 70er-Jahren relativ rasch in Tansania, Ostafrika und auch darüber hinaus. Julius Nyereres Ujamaa (Afrikanischer Sozialismus) in Tansania war sehr stark davon geprägt. Man sprach auch von Kujitegemea („Eigenständigkeit“ auf Swahili).